# Конкордія
Конко́рдія (лат. Concordia — згода) — римська богиня згоди, охоронниця ладу в державі. Її зображували в постаті жінки, що в одній руці тримала ріг достатку, а в другій — маслинову гілку або терези. 
Конкордія сприяла згоді і єдності громадян Риму, а також була покровителькою одностайності рідних, особливо подружжя. Одружені жінки щорічно шанували богиню на святі Карістій (22 лютого). До неї зверталися 30 березня (разом з "Пакс, Янусом і Salus) і 1 квітня (з Венерою і Фортуною virilis)
Храм Конкордії споруджено на Римському форумі 367 р. до н. е. після формального зрівняння прав плебеїв і патриціїв. Цей храм був місцем засідання сенату. Лівія, дружина Октавіана Августа, встановила культ Конкордії як покровительки подружньої згоди. В Україні так мала назву правна угода в Римі з 1863р. Про конфесійне наслідування обряду для дітей мішаних (греко-католицьких І римо-католицьких) шлюбів. 

## Мистецтво
У мистецтві Конкордія була змальована сидячи з довгою мантією та тримаючи патеру (жертовна чаша), ріг достатку або кадуцей (символ миру). Часто вона була зображена між двома іншими особами. Наприклад, стоячи між двома членами імператорської сім’ї. Її асоціювали також з іншими богинями, такими як Пакс і Салус, або Секурітас та Фортуна. Також вона була в парі з Геркулесом та Меркурієм, поважно представляючи «Захищеність та Удачу». 
Варто звернути увагу на те, що в Римській імперії на монетах зображували богиню Конкордію. Наприклад, між Маркусом Ауреліусом та Люціусом Верусом, або ж серед армії. Зображення богині Конкордії на римській монеті роду Амелія (династія Люціуса Амеліуса Лепедіуса Паулуса) надихнуло Лауру Кретару на дослідження меморіальної 1000 ліри «Столиця Рим».

### Храми
Найдавніший храм Конкордії, збудований у 367 році до н.е. Марком Фурієм Камілом, стояв на Римському Форумі. Інші храми та святині Риму, присвячені Конкордії, були в основному географічно віднесені від головного храму (у хронологічному порядку):
- Бронзова святиня (каплиця) Конкордії, зведена еділом Гнеєм Флавієм у 304 році до н.е. на «Грекостасі» та «біля вулкану» (на Грекостасі біля головного храму Конкордії). Він молився в надії примирити знать, розгнівану через його публікацію календаря, але сенат не виділив би грошей на цю конструкцію, і тому її профінансували із штрафів засуджених лихварів. Можливо цю каплицю зруйнували, коли у 121 році до н.е. Опіміус розширив головний храм.

- Ще один збудований в цитаделі (можливо, на східній стороні з видом на головний храм Конкордії знизу). Можливо, зведений претором Люцієм Манлієм у 218 році до н.е. після придушення заколоту серед своїх військ у Цизальпійській Галлії. Будівельні роботи розпочалися у 217 році, а присвята відбулася 5 лютого 216.
- Храм Конкордії Нової, що ознаменував кінець Юлія Цезаря, призвів до громадянської війни. Сенат проголосував за нього у 44 році до н.е., але ймовірно храм не був збудований.
- Святиня чи храм, присвячений Лівією згідно з Овідієвими Фастами VI.637‑638 ("te quoque magnifica, Concordia, dedicat aede Livia quam caro praestitit ipsa viro" – єдина відсилка до цього храму). Овідієвий опис «Porticus Liviae» у тому ж вірші свідчить про те, що святиня була поруч із портиком або всередині нього. Можливо, його можна ототожнити з невеликою прямокутною конструкцією, позначеною на Мармуровому плані, але думки вчених щодо цього розділилися.

У Помпеях верховна жриця Евмахія присвятила будівлю Конкордії Августі.